# Robert Spillane
Robert Spillaneh (21 de setembro de 1964 - 10 de julho de 2010 (45 anos)) foi um ator norte-americano.